# Ullene kyrka
Ullene kyrka är en kyrkobyggnad som tillhör Floby församling (före 2006 Ullene församling) i Skara stift. Den ligger i den västra delen av Falköpings kommun. 

## Kyrkobyggnad
Kyrkan som uppfördes 1847 i empirstil ersatte den äldre kyrkan i romanstil som revs. Murarna efter den medeltida kyrkan finns nu ett hundratal meter söder om den nuvarande. Drygt två kilometer söder om Ullene kyrka, i Åsaka by, finns grunden efter ytterligare en medeltida kyrka.

## Inventarier
Kyrkans äldsta föremål är en mässhake från 1400-talet. På den finns en rad kvinnliga helgon broderade i en teknik som indikerar ett östeuropeiskt ursprung. 
Två klockor finns varav Storklockan blev omgjuten 1891 av Johan A. Beckman & Co. i Stockholm. Lillklockan blev omgjuten 1737 i Skövde av Privl. klockgjutaren Andreas Wetterholtz från Malmö. Klockan fick no. 108.

## Ullene gamla kyrka
Ullene (tidigare ortnamn Ullened) gamla kyrka var uppförd i romansk stil med rakslutet kor. Byggnaden var belägen på en stor sandbacke 3,5 meter hög som möjligen är en avplanad storhög. Långhusets innermått var 8,5 x 6,5 meter och korets innermått 4,5 x 3,5 meter. Hela anläggningens längd har varit 14,9 meter och dess bredd 8,6 meter. Materialet bestod av tuktad sandsten och bearbetad gråsten. Sandstenen ingick främst i byggnadens yttermurar och flata gråstenshällar i korets golv. Altaret i koret har varit 1,5 X 0,95 meter stort och uppbyggt av kalksten till en höjd av en meter. Bänkar av sten har funnits längs korets norra och södra sidor. Skalmurarna har haft en gulvit puts . Den medeltida kyrkan i Ullene revs 1847 samtidigt som den nya kyrkan byggdes cirka hundra meter längre norrut i kyrkbyn. Ruinen efter den gamla kyrkan grävdes ut och konserverades 1967. Vid utgrävningen hittades en hel del gamla mynt, varav 150 är från medeltiden. De äldsta är svenska och norska mynt från slutet av 1100-talet. Även danska medeltidsmynt hittades.

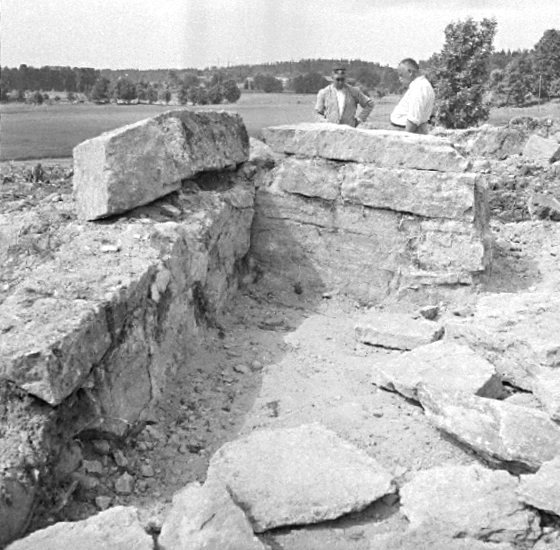
Ullene kyrkoruin under utgrävningen.
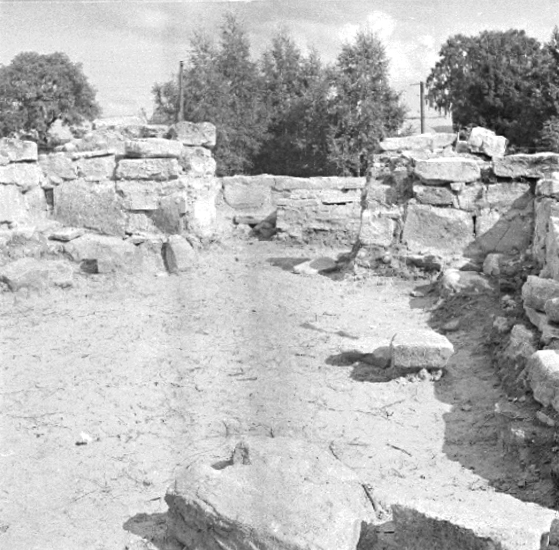
Öppning mot koret. Foto: Nils Fredrik Beerståhl
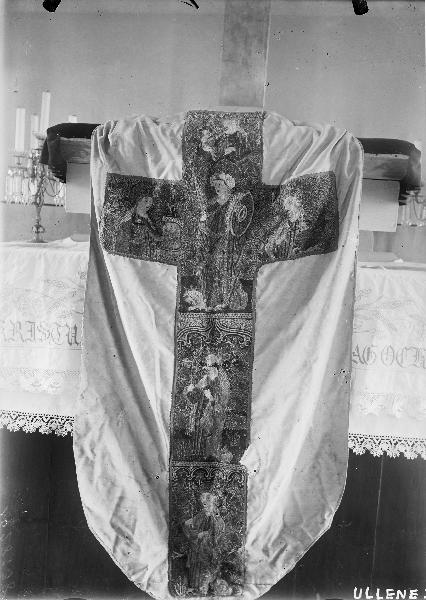
Mässhake av vitt siden från 1400-talet.
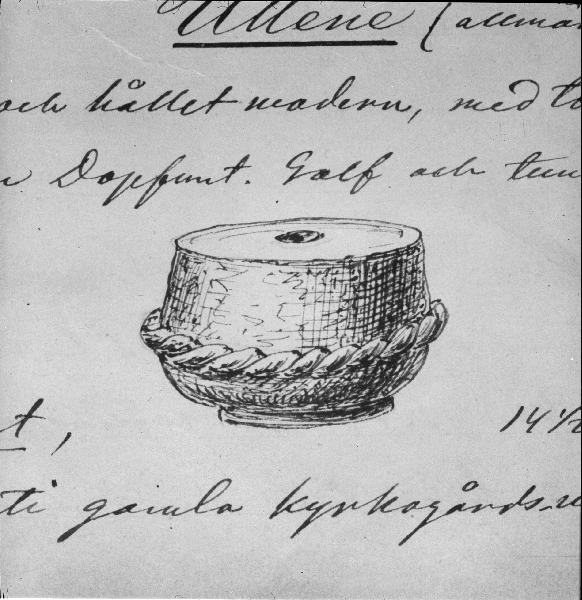
Fragment av dopfunt. Teckning: P. A. Säve, 1863.